# Родригес, Николас
Николас Родригес Менендес (исп. Nicolás Rodríguez Menéndez) (21 января 1898, Мадрид Испания — 26 февраля 1966, Мехико, Мексика) — испанский, кубинский и мексиканский актёр театра и кино, актёр эпохи «Золотого века мексиканского кинематографа», внёсший огромный вклад в историю мексиканского кинематографа — 103 роли в кино и телесериалах.

## Биография
Родился 21 января 1898 года в Мадриде.  В 1919 году дебютировал в испанском театре и сыграл роли в ряде испанских спектаклях. В 1920-х годах возглавил один из испанских театров в качестве режиссёра. В 1927 году переехал в Мехико и в том же году дебютировал  в мексиканском кинематографе в фильме От ранчо до столицы и всего снялся в 103 ролях в кино и телесериалах. Актёр также работал и на Кубе в театре и работал на две страны.
Скончался 26 февраля 1966 года в Мехико.

## Личная жизнь
Николас Родригес женился на Энкарнасион Косколье.

## Фильмография

### Телесериалы
- 1958 — Там, где тревога
- 1959 — Тайна
- 1960 — 
  - Клаудия
  - Лицо из прошлого

### Фильмы
- 1927 — От ранчо до столицы
- 1940 — В горах Теруэля — Пилот Маркес.